# Swallah
Swallah (Swalash), indijansko pleme porodice Salishan s Orcas Islanda (grupa San Juan) na sjeverozapadu Washingtona, danas na rezervatu Lummi. U povijesti su imali četiri sela: Hutta'tchl,  na jugoistoku Orcasa; Klala'kamish, na istoku otoka Orcas; Lemaltcha, na otoku Waldron Island; Stashum, ib. Swallah su možda jedan od ogranaka Lummija, jezične porodice Salishan.

## Vanjske poveznice
- Indian Tribe History  Arhivirana inačica izvorne stranice od 12. listopada 2009. (Wayback Machine)